# King's Stanley
King's Stanley é uma paróquia e aldeia de Stroud, no condado de Gloucestershire, na Inglaterra. De acordo com o Censo de 2011, tinha 2359 habitantes. Tem uma área de 6,71 km².